# Arig Boke

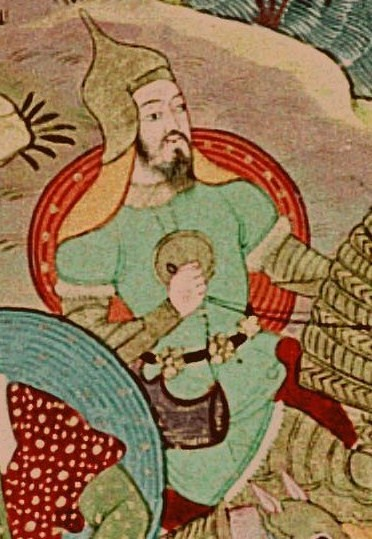

Arig Boke (després de 1219 - 1266), els components del seu nom també escrits Ariq, Arigh, Arik i Bukha,  Buka, Buqa, Boqe (mongol: Аригбөх, xinès: 阿里 不 哥), era el setè fill més jove de Tolui, un net de Genguis Kan. Després de la mort del seu germà el gran kan Möngke, Ariq Boke va reclamar el títol de gran kan de l'Imperi Mongol i va prendre el poder breument mentre que els seus germans Khublai i Hülegü estaven absents del país mongol. Quan Khublai va tornar per a una elecció en 1260, les faccions rivals no van poder posar-se d'acord, i van triar als pretendents, Khublai i Ariq Boke, pel tron, donant per resultat l'anomenada Guerra Civil Toluida que va fragmentar l'imperi mongol. Ariq Boke va ser recolzat pels tradicionalistes de l'Imperi mongol, mentre que el seu germà Khublai va ser recolzat pels principals prínceps de la Xina del nord.

## Primers anys
Ariq Boke va ser el fill més jove de Sorghaghtani Beki i Tolui, al seu torn el fill més jove de Genghis Khan. Quan Genghis Khan va morir en 1227, el lideratge del seu Imperi va passar al tercer fill d'aquest (oncle d'Ariq Boke), Ogodei. Va assistir pacíficament a les eleccions tant del seu oncle, el gran kan Ogodei i del successor i fill gran d'aquest, Guyuk. Després que el seu germà gran Möngke fou coronat en 1250, la seva família es va fer encara més poderosa entre els genguiskànides. Ariq Boke també és conegut per ser simpatitzant del cristianisme; això se sap per l'informe del franciscà Guillem de Rubruck, que va ser un enviat de Lluís IX de França.

## Conflicte de successió

### Gran Kan
Quan el kan Ogodei va morir, va esclatar una lluita de poder, amb el lideratge passant a Guyuk, fill d'Ogodei el 1246, però Guyuk va morir només dos anys després, el 1248, quan es preparava per combatre Batu Khan de la línia Jotxida. La regència va passar a la seva vídua Oghul Qaïmich que volia fer atribuir el tron a un dels prínceps de la línia d'Ogodei, Chiramon (nebot de Guyuk) o encara millor al fill que ella havia tingut amb Guyuk, de nom Qutcha. Però el deganat de la casa genguiskhànida el tenia Batu Khan, que volia excloure a la branca d'Ogodei, i es va aliar amb la vídua de Tului, Sorgaqtani per donar el poder als fills de Tolui, germà d'Ogodei. El primer dels fills de Tolui a ser gran kan va ser Möngke l'1 de juliol de 1251, qui va marxar amb Khublai per conquerir el sud de la Xina i la Dinastia Song de Sud. El seu germà Hülegü va liderar l'avanç mongol cap a l'oest, conquerint Bagdad i prosseguint a Síria i cap a Palestina. Durant aquest temps, tots els assumptes de l'àrea central de l'imperi van quedar sota el control del germà de tots dos, Ariq Boke.
Quan Möngke va morir en 1259, dels quatre potencials pretendents a kagan, Hülegü de l'Ilkanat i Börke de l'Horda d'Or van renunciar, i van quedar Ariq Boke, que controlava Mongòlia des de Karakorum i Khublai, que dominava la Xina, amb visions oposades del futur, doncs mentre Ariq Boke volia mantenir el govern des de Karakorum, Khublai volia fer-ho des de les grans ciutats xineses.
Ariq Boke va ser triat kan en absència dels seus germans, i va tenir el suport de la majoria dels ministres i de les poderoses famílies de la capital de Karakorum, com la família de Möngke, Börke i altres prínceps de l'Horda d'Or juntament amb altres forces de la capital Karakorum inclòs els guàrdies reials torgut i les elits de l'Horda Blanca, així com els oirats, que es van aliar a Arig Boke i un dels líders dels oirats es va casar amb la seva filla.
Quan Arig Boke va dirigir-se a Kaiping, la capital de Khublai, aquest va convocar una assemblea a Cambaluc que el va proclamar gran kan desencadenant la Guerra Civil Toluida. Khublai va retirar les tropes del front signant una treva amb el ministre song Kia Sseu-tao que establí el Yang-tse de frontera, i llavors va tornar a l'Hopei amb el seu exèrcit. i Hülegü la guerra a Palestina i retornà a les estepes de Mongòlia, amb el propòsit d'oposar-se a la proclamació d'Arig Boke.
Arig va enviar Alandar per apoderar-se del corredor de Gansu que uneix el nord de la Xina amb Àsia Central on va ser derrotat i mort per Kadan, un fill d'Ogodei, i part de l'exèrcit d'Arig també era derrotat per les tropes de Khublai a Baski, tallant el subministrament d'aliments a Mongòlia des del nord de la Xina. L'uighur Lian Xixian va derrotar Liu Taiping, aliat d'Arig al nord-oest de la Xina i va expulsar els partidaris d'Arig de Liangzhou i Ganzhou. Al sud-oest de la Xina, les seves forces van protegir Sichuan de les tropes invadides d'Ariq Böke. Kublai va pagar generosament a Kadan i Lian Xixian pel seu servei militar en regals i promocions.
Boke va instaurar Alghun, net de Txagatai al Kanat de Txagatai deposant Mubarak Shah, el primer kan musulmà, que governava sota la regència de la seva mare Arghanah Khatun i li va ordenar a Alghu defensar l'àrea de les forces d'Hülegü, i la possible presència de Börke de l'Horda D'Or.
Arig es va retirar a la vall del riu Yenisei al nord-oest de Mongòlia des de la insostenible Karakorum. A l'estiu, Arig va intentar prendre el control de Mongòlia a Khublai guanyant una primera batalla però Khublai va enviar un altre exèrcit contra el seu germà, derrotant-lo el novembre de 1261 al llac Shimultai i poc després al Gran Khingan. Arig va haver d'abandonar Mongòlia definitivament, retrocedint al riu Yenisei. Alghu va abandonar a Arig Boke, matant als seus enviats, mentre que Kaidu va romandre lleial a Arig Boke. Alghu i Arig Boke aviat van entrar en conflicte directe, amb Alghu guanyant el primer enfrontament, però després en el segon, Arig Boke va sortir victoriós, i va forçar a Alghu a fugir cap a l'oest. En 1262 les forces de Khublai van entrar a Karakorum però un aixecament al seu territori xinès va aturar l'avanç mentre Börke podia donar suport a Arig per l'esclat de la guerra entre ell i Hülegü pel Caucas.

### Rendició
Finalment, com la guerra va continuar entre Arig Boke i el seu germà Khublai, les forces del primer es van afeblir. Khublai tenia poderoses forces de cavalleria mongoles: de Mongòlia, Xina, kazakhs i nombroses unitats d'infanteria xineses i coreanes. El seguidor de Khublai, Kadan, un fill d'Ogodei, va derrotar les forces d'Arig Boke sota el general Alandar, i Arig Boke va perdre dues vegades el control de la capital de Karakorum. Khublai també va bloquejar tot el comerç a Mongòlia des del nord de la Xina, per tal de tallar el subministrament d'aliments. Alghu va començar a atacar les possessions de l'Horda Blava a Coràsmia i Transoxiana, expulsant els representants de Börke i a finals de l'any va declarar per Khublai. L'única oportunitat d'Arig d'aconseguir qualsevol cosa depenia dels recursos dels txagatais, i el 1263 des de la seva base al Yenisei va atacar Alghu obligant-lo a fugir a Kashgar, mentre els Song envaien el nord de la Xina impedint que Khublai l'ajudés. Khublai va enviar Hao Jing per negociar una resolució pacífica de la guerra amb els Song però l'oferta no fou acceptada i el negociador, empresonat. Arig Boke finalment es va rendir a Khublai en 1263. Va ser empresonat per Khublai i va morir misteriosament pocs anys després de la seva rendició, amb rumors que havia estat enverinat en secret.

## Llegat
D'acord amb l'acadèmic David Morgan "Ariq Boke pot ser vist com a representació d'una escola de pensament influent entre els mongols, al que Khublai es va oposar per les seves accions i actituds després de 1260. Alguns mongols van sentir que hi havia una corrent perillosa cap a la suavitat, tipificada a aquells com Khublai que pensava que hi havia alguna cosa A dir per la civilització establerta i per l'estil de vida xinès. En la visió tradicionalista, el centre mongol havia de romandre a Mongòlia, i la vida nòmada dels mongols s'havia de preservar sense contaminar. Xina hauria simplement de ser explotada. Arig Boke va arribar a ser considerat com el representant d'aquesta facció. Aquest llegat va ser continuat per Kaidu. Tot i que Arig Boke va perdre el poder, alguns dels seus descendents es van convertir més tard en importants figures en el Ilkanat i en la Dinastia Yuan del nord, i els llinatges de l'Ilkhan Arpa Khan i el de Yesüder es remunten a Arig Boke .